# Liste der Geotope im Saale-Holzland-Kreis
Im Saale-Holzland-Kreis gab es im Juni 2024 insgesamt 15 erfasste Geotope.

## Geotope

### Gesteine
| ID       | Bild           | Bezeichnung                                             | Art | Stratigraphie | Beschreibung | Gemeinde | Lage |
| -------- | -------------- | ------------------------------------------------------- | --- | ------------- | --- | -------- | ---- |
| SHK_1613 | weitere Bilder | Lagerstätte von Braunkohle-Quarziten im Waldecker Forst |     |               | Das Denkmal wird als Menhir von Waldeck (auch Hoher Stein, seit 1954 auch als Aktivistenstein) bezeichnet. Die Zementation von Kieselsäure zu einem dichten Quarzzement wird auch als „Einkieselung“ bezeichnet. Die daraus entstandenen eingekieselten Sandsteine sind den Quarziten in Zusammensetzung und Gefügeeigenschaften sehr ähnlich, obwohl sie keine Metamorphose durchlaufen haben. Die „Tertiärquarzite“ verkieselten unter tropischen Klimabedingungen. Die Kieselsäure löste sich mit dem Grundwasser und wurde an anderer Stelle der Gesteinsabfolge wieder abgeschieden | Waldeck  | Lage |

### Fossilien
| ID      | Bild | Bezeichnung               | Art                   | Stratigraphie | Beschreibung | Gemeinde     | Lage |
| ------- | ---- | ------------------------- | --------------------- | ------------- | --- | ------------ | ---- |
| SHK_854 |      | Tongrube bei Großbockedra | Chirotheriensandstein | Trias         | Bei dem Geotop „Tongrube bei Großbockedra“ handelt es sich um einen historischen Fundpunkt von Chirotherienfährten in den obersten Schichten des Chirotheriensandsteins (Solling-Folge) des Mittleren Buntsandsteins. | Großbockedra | Lage |

### Lagerungsverhältnisse/Tektonik
| ID      | Bild | Bezeichnung                          | Art         | Stratigraphie                                          | Beschreibung | Gemeinde         | Lage |
| ------- | ---- | ------------------------------------ | ----------- | ------------------------------------------------------ | --- | ---------------- | ---- |
| SHK_853 |      | Wachtberg bei Camburg                | Muschelkalk | Trias                                                  | Der am Nordostrand von Camburg oberhalb der B 88 gelegene Aufschluss „Wachtberg bei Camburg“ stellt einen ehemaligen Prallhang der Saale dar. Hier ist eine, durch die Finne-Störung steilgestellte und verkippte Muschelkalkscholle (Unterer Muschelkalk) aufgeschlossen. Der Aufschluss am Wachtberg zeigt den Internbau der Störung als Mittelschenkel einer Flexur. Es handelt sich um den einzigen Aufschluss der Finne-Störung im Bereich des Saaletals. | Dornburg-Camburg | Lage |
| SHK_849 |      | Aufschluss Bahnhofsaufgang Stadtroda | Sandstein   | Volpriehausen-Sandstein und Volpriehausen-Wechselfolge | Über dem Fahr- und Fußweg zum Bahnhof Stadtroda tritt in den Sandsteinen der Volpriehausen-Folge (Mittlerer Buntsandstein) eine Falte mit Südwest-Nordost streichender Faltenachse auf. Dieser Aufschluss ist ein anschauliches Beispiel für kleintektonische Faltungen bzw. lokale Verstellungen und Verwerfungen des Buntsandsteins am Ostrand des Thüringer Beckens bei ansonsten meist horizontaler Lagerung.                                              | Stadtroda        | Lage |

### Sedimentstrukturen
| ID       | Bild | Bezeichnung                        | Art | Stratigraphie           | Beschreibung | Gemeinde  | Lage |
| -------- | ---- | ---------------------------------- | --- | ----------------------- | --- | --------- | ---- |
| SHK_1542 |      | Bausandsteinaufschluss bei Bibra   | Sandstein, fossilführend; geringmächtige Fasergipslagen | Hardegsen-Formation     | Der ca. 500 m nordöstlich Bibra gelegene Aufschluss stellt eine etwa 8 m lange und 3 m hohe Steinbruchwand dar, an welcher die Schichtenfolge des Bausandsteins (Hardegsen-Folge) aufgeschlossen ist. Diese Folge weist eine bemerkenswerte Fossilführung auf. Es handelt sich um eine Fundstelle für Corophioides luniformis in einer besonderen Ausbildung (nach KOLESCH „Corophioides kahlaensis“). Das Profil an der rechten Steinbruchwand (mittlere Sohle) des auflässigen Bausandsteinbruchs zeigt sehr anschaulich die Sedimentations- und Bildungsbedingungen im Bereich eines ehemaligen, lokal begrenzten Tümpels z. Zt. der Ablagerung des obersten Bausandsteins (Hardegsen-Folge) in diesem Bereich. An der Unterseite der oberen, im Steinbruch anstehenden Sandsteinbank (mittlere Sohle) befindet sich in einem engbegrenzten Bereich ein geringmächtiges Vorkommen von Fasergips. Dieses stellt für den Bausandstein in Ostthüringen ein bisher einmaliges Vorkommen in dieser geologischen Position dar. | Bibra     | Lage |
| SHK_1615 |      | Kiesgrube bei Saasa                | Das Profil beginnt an der Basis mit Schluffen und Fein- bis Mittelsanden. In Richtung höhere Profilteile setzt eine deutliche Kornvergröberung ein. Sande und Kiese bzw. Kiessande dominieren mit einem relativ hohen Anteil an geringmächtigen tonig-schluff | Quartär                 | Die seit ca. 1980 aufgelassenen Kiesgrube Molchsloch südwestlich von Saasa befindet sich innerhalb eines ca. 2 km² großen Verbreitungsgebietes tertiärer Sedimente. Es handelt sich hierbei um Erosionsrelikte einer ehemals weitflächigen Verbreitung fluviatiler Hochflächensedimente. Diese bestehen im Wesentlichen aus z. T. lehmigen Kiesen und Sanden in unterschiedlichen Mischungsverhältnissen mit cm-mächtigen Ton-Schluff-Zwischenlagen. Die ursprüngliche Mächtigkeit der im Bereich der Kiesgrube anstehenden tertiären Hochflächensedimente betrug ca. 10 " 12 m. Das Alter der tertiären Schichten ist in unter Bezug auf A. STEINMÜLLER und R. ORTMANN mit Oberoligozän bis Untermiozän benannt. Das Prätertiär bzw. der Festgesteinsuntergrund wird im Bereich der Kiesgrube Molchsloch von Gesteinen des Mittleren und Oberen Buntsandsteins gebildet, die durch eine Störung gegeneinander abgegrenzt sind. Während im Südosten der ehemaligen Kiesgrube der Mittlere Buntsandstein mit Tonsteinen und Sandsteinen der Detfurth-Folge ausstreicht, wird der Nordwesten von Mergelsteinen mit Gipseinschaltungen der Pelitröt-Folge des Oberen Buntsandsteins eingenommen. Charakteristisch für die in der Kiesgrube Molchsloch anstehenden Kiessande ist eine kräftige Rot- bzw. Braunfärbung der Lockergesteine, die auf eine sekundäre Limonitmineralisation zurückzuführen ist. Die eisenhaltigen Lösungen sind vom Hangenden in die Lockergesteine eingedrungen, da die tieferen, mit der Kiesgrube jedoch nicht aufgeschlossenen Bereiche noch ihre ursprüngliche gelbbraune bis hellgelbe bzw. weiße Färbung besitzen. Infolge der Limonitmineralisation wurden die Lockergesteine partienweise zu festen Konglomeratbänken verkittet, was beim Abbau der Kiessande zu Gewinnungsproblemen bzw. zur Einstellung des Abbaus führte. | Eisenberg | Lage |
| SHK_68   |      | Steinbruch „Am Bornberg“ Ottendorf | rote, selten graugrüne Tonsteine; graubraune, rot oder graue Sandsteine; | Kraftsdorfer Sandstein  | In dem auflässigen ehemaligen Werksteinbruch „Am Bornberg“ nördlich von Ottendorf ist der Übergang der Calvörde-Folge (Sandige Tonsteinschichten) zur Bernburg-Folge (Kraftsdorfer Sandstein) des Unteren Buntsandsteins aufgeschlossen. Es handelt sich ca. 5–10 m graue Sandsteine, mürbe und sandig verwitternde braune bis graue feinkörnige Sandsteine. Die fühdiagenetische Rotfärbung des Kraftsdorfer Sandsteins (nach Trockenfallen und dem Einfluss wechselnder Grundwasserstände) wurde durch den Einfluss späterer ständiger Wasserbedeckung durch Bleichung beseitigt. Für die Dokumentation der Schichtenfolge des Buntsandsteins in Ostthüringen ist dieser Aufschluss von lokaler Bedeutung. Infolge von Verbuschung und Verwachsung sind die Aufschlüsse im ehemaligen Steinbruch kaum noch sichtbar. | Ottendorf | Lage |
| SHK_109  |      | Aufschluss Bahnhof Papiermühle     | Sandstein | Volpriehausen-Sandstein | In der Bahnböschung gegenüber dem Bahnhofsgelände ist der Basissandstein der Volpriehausen-Folge des Mittleren Buntsandsteins aufgeschlossen. Dieser Aufschluss besitzt eine lokale Bedeutung für die Dokumentation der Schichtenfolge des Buntsandsteins in Ostthüringen. | Stadtroda | Lage |

### Typlokalitäten/Richtprofile
| ID       | Bild | Bezeichnung                            | Art                                           | Stratigraphie | Beschreibung | Gemeinde             | Lage |
| -------- | ---- | -------------------------------------- | --------------------------------------------- | ------------- | --- | -------------------- | ---- |
| SHK_1541 |      | Rötaufschluss bei Altendorf            |                                               | Trias         | Am Fuße des Kamelberges ca. 800 m nördlich von Altendorf befindet sich der „Rötaufschluss bei Altendorf“. Hier stehen die tonig-salinaren Sedimente des Röt (Oberer Buntsandstein) mit eingeschalteten Sandsteinen und Dolomiten, der sog. Pelitröt, an. Besonders in den Dolomiten ist eine recht individuenreiche marine Fauna zu finden, die auf die einstige Überdeckung des Muschelkalkmeeres hinweist. Dieser Aufschluss stellt z. Z. die am besten zugängliche und aufgeschlossene Abfolge dieser Schichten im Ostthüringer Randgebiet dar.          | Altenberga           | Lage |
| SHK_69   |      | Aufschluss „Luckenberg“ bei Graitschen | Chirotheriensandstein, fossilfreie Basisgipse | Trias         | Bei dem „Luckenberg bei Graitschen“ handelt es sich um auf einer Länge von 100 m hinziehende Aufschlüsse, die sich ca. 500 m südöstlich von Graitschen befinden. An diesem ehemaligen Prallhang der Gleise am Südwesthang des Kalbenberges ist die Salinarröt-Folge aufgeschlossen. Innerhalb dieser Aufschlüsse befinden sich neben zwei Auslaugungshöhlen zwei Aufschlussbereiche, die die Grenze zwischen dem Chirotheriensandstein (oberstes Glied des Mittleren Buntsandsteins) und dem grauen Röt (Unterstes Glied des Oberen Buntsandsteins) zeigen. | Graitschen b. Bürgel | Lage |

### Fluviatile und gravitative Abtragungs- und Ablagerungsformen
| ID       | Bild           | Bezeichnung                                   | Art                                                          | Stratigraphie                           | Beschreibung | Gemeinde         | Lage |
| -------- | -------------- | --------------------------------------------- | ------------------------------------------------------------ | --------------------------------------- | --- | ---------------- | ---- |
| SHK_63   | weitere Bilder | Wasserriss unterhalb der Dornburger Schlösser | Pelitröt-Folge, Myophorien-Folge, Wellenkalk, Fasercoelestin | Trias                                   | Am Ende der Buntsandsteinzeit erfolgte vom Nordrand der Tethys aus ein erstes weiträumiges Übergreifen des Meeres auf die riesigen Ebenen des Germanischen Beckens, was als Vorläufer der wenig später folgenden Transgression des Muschelkalkmeeres angesehen werden kann. Diese marinen Abfolgen erreichen in Thüringen Mächtigkeiten von 20–30 m und werden aufgrund des häufigen Vorkommens der Muschel Myophoria vulgaris „Myophorienschichten“ genannt. Hier, unterhalb der Dornburger Schlösser, ist einer der wenigen Aufschlüsse, die das Profil vom Pelitröt bis zum Unteren Wellenkalk lückenlos zeigen und deshalb als Referenzprofil vorgeschlagen wurden. Im mittleren Abschnitt der Myophorienschichten treten Lagen aus hellblauen Faser-Cölestinen auf, die in historischer Zeit wertvolle Stufen geliefert haben. Der Erstfund stammt von LENZ (1816), und selbst GOETHE widmete dem Aufschluss seine Aufmerksamkeit. Die Entstehung der Cölestine ist mit der diagenetischen Umwandlung von Aragonit zu Calzit verbunden. Im Kristallgitter des Aragonits eingebautes Strontium passt nicht in das Calzit-Gitter und wurde deshalb aus den Porenwässern als Strontiumsulfat in offenen Klüften ausgeschieden. Häufig kommt es dabei zur Verdrängung von Fasergips. Daher ist Cölestin auch in den liegenden Röt-Gipsen vertreten. Sedimentologisch gesehen ist im Wasserriss der Übergang von der terrestrischen Tonebenen-Fazies zur marinen Fazies aufgeschlossen. So fanden sich Sturmlagen, Erosionsrinnen, Algenmatten und fossile Böden des ariden Klimabereiches. Die Myphorienschichten enthalten Fossilien wie Muscheln, Gastropoden, Ammoniten, Fischreste und Knochen mariner Reptilien (VOIGT 2000) | Dornburg-Camburg | Lage |
| SHK_1833 |                | Felssturz am Dohlenstein                      |                                                              | holozäne Rutschschollen aus Muschelkalk | Östlich von Kahla befindet sich der „Felssturz am Dohlenstein“. Die Entstehung ist auf eine Rutschung einer Scholle des Unteren Muschelkalks vom Westhang des Dohlensteins in Richtung Saaletal zurückzuführen. Durch eindringende Nierschlagswässer kam es zum Durchfeuchten der Ton- und Mergelgesteine des im liegenden befindlichen Röt (Oberer Buntsandstein), die zum Gleiten und Abrutschen der nach Nordwesten geneigten Muschelkalkschichten führten. Der letzte Felssturz ereignete sich 1920, wobei eine 80 m hohe und mehrere 100 m breite Kalksteinwand entstand. | Seitenroda       | Lage |

### Glaziale und periglaziale Abtragungs- und Ablagerungsformen
| ID       | Bild | Bezeichnung                    | Art                                 | Stratigraphie                                 | Beschreibung | Gemeinde    | Lage |
| -------- | ---- | ------------------------------ | ----------------------------------- | --------------------------------------------- | --- | ----------- | ---- |
| SHK_1614 |      | Gletscherstein bei Ruttersdorf | Konglomerat aus Sandstein und Quarz | glazifluviatile Sedimente der Elster-Kaltzeit | Der 1,5 km südöstlich von Schöngleina bzw. 1,5 km nordwestlich von Ruttersdorf gelegene „Gletscherstein“ ist eine Endmoräneninsel der Elster-Kaltzeit. Er markiert den Südrand der Inlandvereisung vor ca. 350.000 Jahren. Vom Gletscher mitgeführte Gerölle (überwiegend Quarze und Buntsandstein) und Sande wurden vom Schmelzwasser gewaschen, vom Druck des Eises gepresst, gestaucht und anschließend mit einer karbonatischen Lösung als Konglomerat verbacken. Dieser Moränenrest blieb aufgrund seiner Härte in der ehemaligen Kiesgrube erhalten. | Schöngleina | Lage |

### Lösungsbedingte Abtragungs- und Ablagerungsformen
| ID       | Bild | Bezeichnung              | Art | Stratigraphie | Beschreibung | Gemeinde | Lage |
| -------- | ---- | ------------------------ | --- | ------------- | --- | -------- | ---- |
| SHK_1617 |      | Erdfall bei Steinbrücken |     | Zechstein     | An eine NW-SE verlaufende Störung gebundener Erdfall, der durch Auslaugung des den hier anstehenden Unteren Buntsandstein unterlagernden Zechsteinsalinars (Gips, Salz) entstanden ist. | Silbitz  | Lage |